# Жак Полет
Жак Полет (на френски: Jacques Pollet) е бивш пилот от Формула 1. Роден на 2 юли 1922 година в Рубе, Франция.

## Формула 1
Жак Полет прави своя дебют във Формула 1 в Голямата награда на Франция през 1954 година. В световния шампионат записва 6 състезания като не успява да спечели точки. Състезава се за отбора на Гордини.